# Казімеж Любомирський
Казімеж Любомирський (пол. Kazimierz Anastazy Karol Lubomirski, 17 лютого 1813, Чернівці, тепер Вінницької області — 29 червня 1871, Львів) — польський аристократ, композитор, освітній діяч, меценат.

## Життєпис

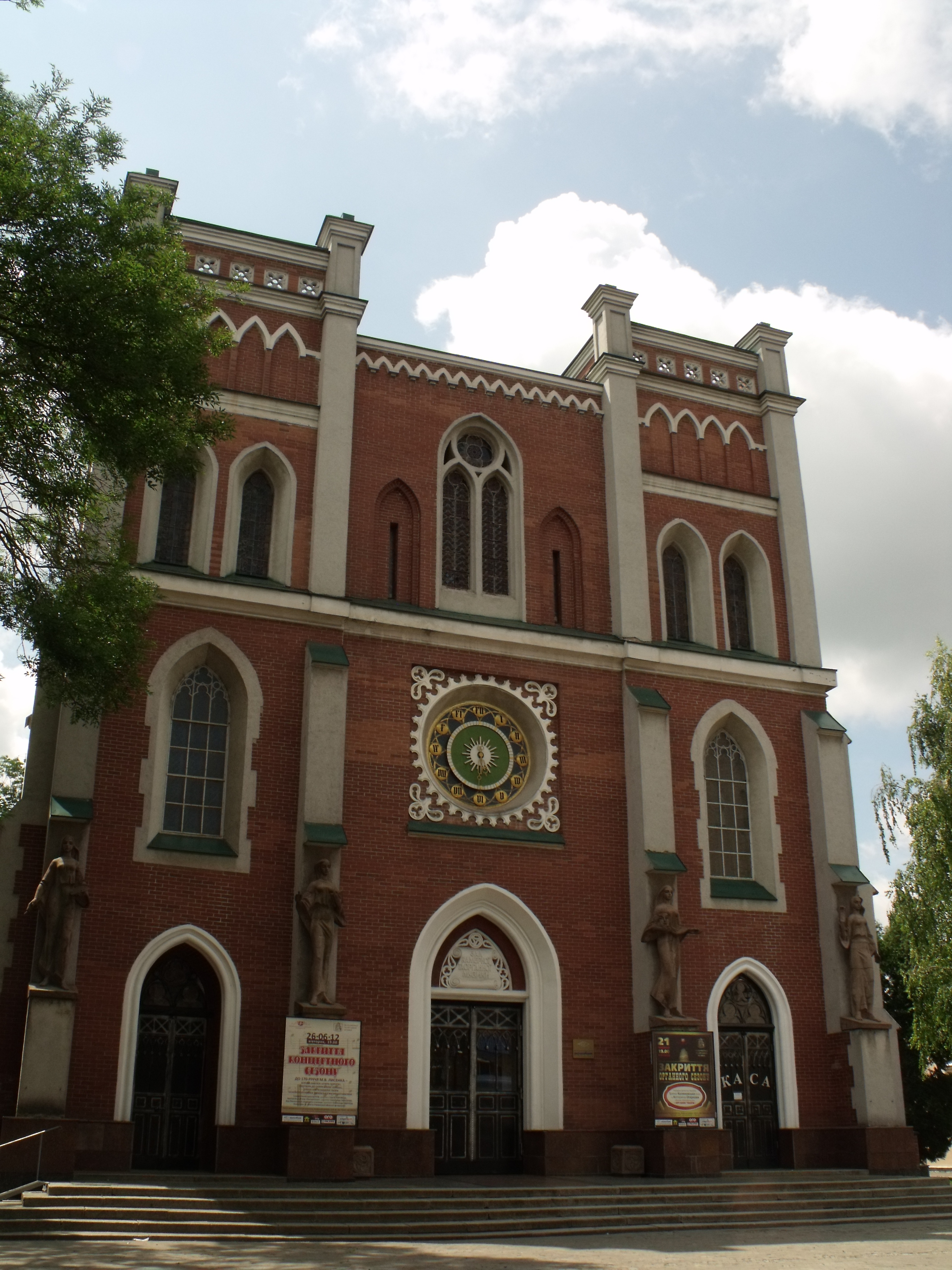
Костел, Рівне, 1858

Син Фридерика Любомирського (1786—1842, віце-губернатор Волині, дідич «ключів» Рівного, Олександрії) та його дружини Францішки із Залуських, внук київського каштеляна Юзефа Любомирського.
Батько — аматор-будівничий, сприяв розбудові Рівного. 1839 року із Клеваня до Рівного за його сприяння було переведено класичну гімназію.
Змалку любив музику, спочатку навчався у Шмідберґа — капеланіста палацового оркестру Любомирських у Рівному, потім — в Дотцауера (Дрезден). Мандрував Європою, познайомився з багатьма артистами. У 1852—1858 — віце-президент заснованого Юзефом Ціхоцьким «Товариства Допомоги артистам-музикантам», мав у Варшаві свій музичний салон. Після 1860 року осів у Рівному, був куратором місцевої гімназії. Кілька років до смерті був частково паралізований.
Автор бл. 60 композицій, зокрема, бл. 36 пісень (супровід — фортепіано). Інструментальні твори складали танцювальні мініатюри (фортепіано).
Дружина — Зенейда з Голинських, діти: Станіслав (нар.1839), Марія (нар.1842).

## Пам'ять
Вулиця Казимира Любомирського в Рівному .